# Sonia Aquino
Sonia Aquino (Avellino, 10 luglio 1977) è un'attrice italiana.

## Biografia
Miss Irpinia 1991, si è diplomata presso la Scuola nazionale di cinema e il Duse Studio di Francesca De Sapio. Inoltre ha studiato recitazione anche presso il Teatro Bellini di Napoli ed ha partecipato a degli stages tenuti da Peter Del Monte, Marco Bellocchio e Maurizio Nichetti. In televisione ha debuttato su LA7 come conduttrice nel programma notturno Call Game, nello specifico segmento Zengi. L'esperienza da conduttrice è estemporanea, e la sua carriera è proseguita esclusivamente come attrice. Nel 1997 ha debuttato sul grande schermo con il film Marquise, regia di Véra Belmont, a cui hanno fatto seguito, tra gli altri: Il fratello minore diretto da Stefano Gigli nel 2000; Amici Ahrarara diretto da Franco Amurri nel 2001; La meravigliosa avventura di Antonio Franconi diretto da Luca Verdone nel 2006. In Tu chiamami Peter, regia di Stephen Hopkins, ha interpretato il ruolo di Sophia Loren.
Ha partecipato a varie fiction televisive, tra le quali: le miniserie Nerone (2004), in cui ha interpretato il ruolo di Messalina, e Il cuore nel pozzo (2005), in cui ha interpretato il ruolo di una vittima del comunismo; la serie televisiva Nati ieri (2006), in cui ha interpretato il personaggio immaginario Annalisa Fattori; e il film televisivo Un dottore quasi perfetto (2007), in cui ha interpretato la protagonista femminile. Tale film costituiva un episodio pilota di una serie che poi non è stata realizzata. Ha preso parte anche al serial televisivo Incantesimo, interpretando la protagonista femminile nella decima ed ultima stagione della serie (2008). Con il ruolo da lei interpretato, ovvero quello di Rossella Natoli, la Aquino è stata inoltre presente anche nelle ultime puntate della stagione precedente.
Sonia Aquino ha al suo attivo anche due partecipazioni nelle serie televisive Don Matteo (2008) e I Cesaroni (2009): in ambedue le serie ha interpretato un personaggio minore presente in un solo episodio, legato ad una sottotrama riguardante quell'unico episodio. A partire dagli inizi degli anni duemiladieci, i suoi lavori per il cinema e la televisione sono diventati più sporadici e discontinui nel tempo. Nel 2021 prende parte alla fiction Storia di una famiglia perbene nel ruolo di Angelica Straziota come componente del cast principale o anche regular cast, vale a dire l'insieme dei personaggi che, pur non essendo protagonisti, presenziano in maniera continuativa e stabile nel corso delle puntate di una serie TV. Mantiene tale ruolo anche nella successiva stagione della serie.

## Filmografia

### Cinema
- Marquise, regia di Véra Belmont (1997)
- Il fratello minore, regia di Stefano Gigli (2000)
- Amici Ahrarara, regia di Franco Amurri (2001)
- L'italiano , regia di Ennio De Dominicis (2002)
- Tu chiamami Peter (The Life and Death of Peter Sellers), regia di Stephen Hopkins (2004)
- Signora, regia di Francesco Laudadio (2004)
- Casa Eden, regia di Fabio Bonzi (2004)
- Fuori uso, regia di Francesco Prisco – cortometraggio (2008)
- La meravigliosa avventura di Antonio Franconi, regia di Luca Verdone (2011)
- The Fortress, regia di Stefano Russo – cortometraggio (2018)

### Televisione
- Deserto di fuoco, regia di Enzo G. Castellari – miniserie TV (1997)
- Vivere – soap opera
- Il bambino di Betlemme, regia di Umberto Marino – film TV (2002)
- Imperium: Nerone, regia di Paul Marcus – miniserie TV (2004)
- Il cuore nel pozzo, regia di Alberto Negrin – miniserie TV (2005)
- Carabinieri – serie TV, episodi 4x20-4x22-4x23 (2005)
- Nati ieri – serie TV (2006-2007)
- Un dottore quasi perfetto, regia di Raffaele Mertes – film TV (2007)
- Incantesimo – soap opera (2007-2008)
- Don Matteo – serie TV, episodio 6x03 (2008)
- I Cesaroni – serie TV, episodio 3x28 (2009)
- Sant'Agostino, regia di Christian Duguay – miniserie TV (2009)
- Un posto al sole – soap opera (2017-2018)
- Storia di una famiglia perbene, regia di Stefano Reali – serie TV (2021-2024)